# Calico Light Weapons Systems
A Calico Light Weapons Systems Inc. (CLWS) é uma empresa privada americana de manufatura com sede em Elgin, Oregon, que projeta, desenvolve e fabrica armas de fogo semiautomáticas. Foi estabelecida em 1982 em Bakersfield, Califórnia, e lançou sua primeira arma de produção em 1985. Em 1998 suas operações foram transferidas para Sparks, Nevada, onde peças de reposição para armas existentes foram produzidas.
Em 2006, a Calico foi vendida mais uma vez e transferida para Hillsboro, Oregon, onde a produção total de armas de fogo foi retomada. Implementou um processo de usinagem CNC e atualizou os materiais usados na fabricação. Houve também pequenos reprojetos de alguns modelos de produção para aumentar a durabilidade e a confiabilidade.

## Produtos
A CLWS produz uma linha de pistolas e carabinas de calibre de pistola que apresentam um carregador helicoidal de 50 ou 100 tiros montado na parte superior que ejeta cartuchos gastos de uma porta inferior, tornando um coletor de estojos prático em várias situações. Pistolas, carabinas e submetralhadoras de 9 mm usam o princípio de blowback retardado por roletes usado na série de armas de fogo Heckler & Koch.
No SHOT Show 2012, a Calico exibiu um protótipo de espingarda calibre 12 com carregador helicoidal montado no topo.

## Projetos e operações
A Calico está trabalhando para garantir contratos militares e policiais e de exportação. Suas armas de fogo já apareceram em diversos filmes de ação e ficção científica, incluindo Spaceballs, I Come in Peace e alguns filmes de James Bond, devido ao seu aspecto futurista. O lema da empresa é: "Uma revolução no poder de fogo!".
A Calico é um dos maiores fabricantes de carregadores de grande capacidade (50 e 100 cartuchos) para armas automáticas e semiautomáticas.

## Produtos
Atuais
- Pistolas em .22 LR
  - Calico M110[4]
- Rifles em .22 LR
  - Calico M100S & M-100 Tactical
  - M-100FS & M-100FS Tactical
- Pistolas em 9mm
  - Calico Liberty III & Liberty III Tactical[4]
- Rifles em 9mm
  - Liberty I and II
  - Liberty I and II Tactical
  - Calico M960 (forças militares e policiais apenas)
  - Calico M960A

Descontinuados
- Pistolas em .22 LR
  - M-100P
- Pistolas em 9mm
  - M950
- Carabinas
  - M-900
  - M-951
- Submetralhadoras
  - M-750
  - M-900A
  - M-950A[5]

Cancelados
- Escopeta
  - Calico 12 gauge shotgun